# Списък на политическите партии в Южна Корея
Южна Корея има многопартийна система с две доминиращи и няколко по-малки партии.
| Партия                         | Места в парламента (2016) | Идеология            |
| ------------------------------ | ------------------------- | -------------------- |
| Демократическа партия „Заедно“ | 123                       | Либерализъм          |
| Сенури                         | 122                       | Консерватизъм        |
| Народна партия                 | 38                        | Либерализъм          |
| Партия на справедливостта      | 6                         | Социален либерализъм |
| независими                     | 11                        |                      |